# James Peebles
Philip James Edwin Peebles (Winnipeg, 1935. április 25. –) kanadai-amerikai asztrofizikus és kozmológus, aki elnyerte a 2019-es fizikai Nobel-díjat.

## Könyvei
- P. J. E. Peebles: Principles of Physical Cosmology, Princeton University Press, Princeton, 1993 (erste Auflage als Physical Cosmology, Princeton University Press 1971)
- P. J. E. Peebles: The large-scale structure of the universe, Princeton University Press, Princeton, 1980
- P. J. E. Peebles: Quantum Mechanics, Princeton UP 1992
- Lyman A. Page Jr., R. Bruce Partridge, P. J. E. Peebles (Hrsg.): Finding the Big Bang, Cambridge UP, 2009